# A Republikanska futbolna grupa 1957
La A Republikanska futbolna grupa 1957 fu la 33ª edizione della massima serie del campionato di calcio bulgaro concluso con la vittoria del CSKA Septemvriysko zname Sofia, al suo settimo titolo e quarto consecutivo.
Capocannonieri del torneo furono Hristo Iliev e Dimităr Milanov, rispettivamente del Levski-Spartak Sofia e del CSKA Septemvriysko zname Sofia, con 14 reti.

## Formula
Come nella stagione precedente le squadre partecipanti furono dodici e disputarono un turno di andata e ritorno per un totale di 22 partite.
Le ultime due classificate furono retrocesse in B RFG.
La squadra campione fu ammessa alla Coppa dei Campioni 1958-1959.

## Classifica finale
|    | Classifica                         | G  | V  | N | P  | GF | GS | Dif | Pt |
| -- | ---------------------------------- | -- | -- | - | -- | -- | -- | --- | -- |
| 1  | CSKA Septemvriysko zname Sofia (C) | 22 | 15 | 4 | 3  | 53 | 16 | +37 | 34 |
| 2  | PFC Lokomotiv Sofia                | 22 | 16 | 1 | 5  | 33 | 19 | +14 | 33 |
| 3  | Levski-Spartak Sofia               | 22 | 12 | 6 | 4  | 46 | 21 | +25 | 30 |
| 4  | PFC Spartak Pleven                 | 22 | 8  | 8 | 6  | 28 | 28 | 0   | 24 |
| 5  | Krakra Pernishki Pernik            | 22 | 8  | 6 | 8  | 30 | 26 | +4  | 22 |
| 6  | PFC Slavia Sofia                   | 22 | 7  | 6 | 9  | 38 | 39 | -1  | 20 |
| 7  | Spartak Plovdiv                    | 22 | 7  | 5 | 10 | 33 | 41 | -8  | 19 |
| 8  | Trakia Plovdiv                     | 22 | 6  | 7 | 9  | 22 | 33 | -11 | 19 |
| 9  | PFC Cherno More Varna (N)          | 22 | 5  | 8 | 9  | 19 | 24 | -5  | 18 |
| 10 | PFC Spartak Varna                  | 22 | 6  | 6 | 10 | 23 | 31 | -8  | 18 |
| 11 | Spartak Sofia                      | 22 | 4  | 8 | 10 | 22 | 35 | -13 | 16 |
| 12 | PFC Marek Dupnica (N)              | 22 | 2  | 7 | 13 | 20 | 54 | -34 | 11 |

- (C) Campione nella stagione precedente
- (N) Squadra neopromossa
- (CB) vince la Coppa nazionale

### Verdetti
- CSKA Septemvriysko zname Sofia Campione di Bulgaria 1957.

### Qualificazioni alle Coppe europee
- Coppa dei Campioni 1958-1959: CSKA Septemvriysko zname Sofia qualificato.
- Coppa del Danubio 1958: Lokomotiv Sofia e Levski Sofia qualificati.